# Igor (personage)
Igor (soms Ygor genaamd) is een fictief verzamelpersonage dat vaak verschijnt als assistent in gothic novels aan de zijde van Graaf Dracula of Victor Frankenstein en meestal opdraaft in horrorfilms en parodieën daarvan. In de film Frankenstein uit 1931, heeft dokter Victor Frankenstein een gebochelde assistent genaamd "Fritz". In het boek van Mary Shelley heeft dokter Frankenstein geen assistent en verschijnt er geen personage met de naam Igor.

## Oorsprong
Dwight Frye's personage als gebochelde lab assistent in de eerste film van de Frankenstein filmseries (1931) is de voornamelijke bron voor het ontstaan van "Igor" in de publieke verbeelding, echter heette dit karakter "Fritz". In de vervolgfilms Son of Frankenstein (1939) en The Ghost of Frankenstein (1942) was er een personage met de naam "Ygor", gespeeld door Bela Lugosi. Dit karakter was echter niet gebocheld en ook geen lab assistent, maar een smid met een gebroken nek en een verdraaide rug. Hij weet het Frankenstein monster opnieuw tot leven te wekken en het te gebruiken tegen de opstandige bewoners, die hem beschuldigen van graf roven. Hij weet een geweerschot te overleven en verschijnt in de volgende film, waar zijn brein in het monster wordt geplaatst.
Universal Pictures heeft actief het plan bedacht om een gebochelde assistent te koppelen aan de zogenoemde "gestoorde wetenschapper" in de Frankenstein filmseries House of Frankenstein (1944) met J. Carrol Naish in de rol van gebochelde lab-assistent genaamd Daniel.
In de horrorfilm Mystery of the Wax Museum (1933) is Ivan Igor de naam van de curator van het gekke-was museum. De film werd opnieuw verfilmd als House of Wax (1953) de naam Igor was nu vergeven aan de assistent van de curator (gespeeld door Charles Bronson). Dit personage is in plaats van gebocheld, doof en kan niet spreken.

## In andere media
- In de komische parodiefilm Young Frankenstein uit 1974 van Mel Brooks, speelt Marty Feldman Igor, hij spreekt zijn naam uit als "Eye-goor".
- In de film The Rocky Horror Picture Show uit 1975, is er een personage genaamd "Riff Raff" (Richard O'Brien) de gebochelde assistent en dienaar van dokter Frank N. Furter (Tim Curry).
- In Van Helsing uit 2004 speelt Kevin J. O'Connor de rol van Igor. In de film was hij de voormalig assistent van dokter Frankenstein, maar nu de assistent van Graaf Dracula. Hij is een haatdragend persoon die plezier heeft in het verwonden van anderen.
- In 2008 verscheen de animatiefilm "Igor", deze keer is hij de hoofdpersoon en is hij de voormalig lab assistent die na de dood van de "gestoorde professor" de zaak over neemt.
- Daniel Radcliffe speelt Igor in de film Victor Frankenstein van Paul McGuigan. In deze versie is Igor een naamloze gebochelde circus clown met een redelijke kennis van psychische zaken die onder de aandacht van Victor Frankenstein valt.